# Guillaume Apollinaire et sa muse
Guillaume Apollinaire et sa muse ou Portrait d'Apollinaire est un tableau réalisé par le peintre français Max Jacob en 1910. Cette œuvre sur papier vélin exécutée aux encres noire et brune, au crayon de couleur et à la gouache, est un portrait de l'ami de l'artiste Guillaume Apollinaire allongé en présence d'une muse assise qui lui fait la lecture. La peinture est aujourd'hui conservée au musée des Beaux-Arts d'Orléans, à Orléans.

## Expositions
- Apollinaire critique d'art, Pavillon des Arts, Paris, 1993 — n°64.
- Apollinaire, le regard du poète, musée de l'Orangerie, Paris, 2016 — n°218.